# Mike Wieringo
Michael Lance "Mike" Wieringo (Vicenza, 24 de junio de 1963 - Durham, 12 de agosto de 2007) fue un dibujante de tebeos estadounidense, conocido por sus trabajos para DC Comics y Marvel Comics.

## Biografía
Nació en Italia y creció en Lynchburg (Virginia). Trabajó en DC Comics dibujando a Flash, y en Marvel su trabajo se desarrolló principalmente en las series de Spiderman y los 4 Fantásticos.